# Campeonato Europeu de Halterofilismo de 2018
O Campeonato Europeu de Halterofilismo de 2018 foi a 97ª edição do campeonato, sendo organizado pela Federação Europeia de Halterofilismo, no Complexo Olímpico Izvorani, em Bucareste, na Romênia, entre 26 de março a 1 de abril de 2018. Foram disputadas 16 categorias (8 masculino e 8 feminino) com a presença de 208 halterofilistas de 30 nacionalidades.
Alguns países foram proibidos de competir no campeonato devido ao histórico de doping nos 2008 e nos 2012. As regras da Federação Internacional de Halterofilismo afirma que qualquer país que tiver três testes positivos descobertos pelo Comitê Olímpico Internacional durante o reteste de amostras de urina armazenadas para substâncias  será banido. Os países proibidos são: Rússia, Armênia, Turquia, Moldávia, Ucrânia, Bielorrússia e Azerbaijão.

## Medalhistas

### Feminino
| Evento    | Ouro                              | Ouro      | Prata                             | Prata     | Bronze                           | Bronze    |
| até 48 kg | até 48 kg                         | até 48 kg | até 48 kg                         | até 48 kg | até 48 kg                        | até 48 kg |
| --------- | --------------------------------- | --------- | --------------------------------- | --------- | -------------------------------- | --------- |
| Arranque  | Elena Andrieș · Roménia           | 79 kg     | Anaïs Michel · França             | 78 kg     | Alessandra Pagliaro · Itália     | 74 kg     |
| Arremesso | Elena Andrieș · Roménia           | 100 kg    | Anaïs Michel · França             | 96 kg     | Daniela Pandova · Bulgária       | 94 kg     |
| Total     | Elena Andrieș · Roménia           | 179 kg    | Anaïs Michel · França             | 174 kg    | Daniela Pandova · Bulgária       | 165 kg    |
| até 53 kg |                                   |           |                                   |           |                                  |           |
| Arranque  | Joanna Łochowska · Polónia        | 88 kg     | Jennifer Lombardo · Itália        | 84 kg     | Manon Lorentz · França           | 83 kg     |
| Arremesso | Joanna Łochowska · Polónia        | 108 kg    | Jennifer Lombardo · Itália        | 107 kg    | Giorgia Russo · Itália           | 106 kg    |
| Total     | Joanna Łochowska · Polónia        | 196 kg    | Jennifer Lombardo · Itália        | 191 kg    | Giorgia Russo · Itália           | 186 kg    |
| até 58 kg |                                   |           |                                   |           |                                  |           |
| Arranque  | Rebeka Koha · Letônia             | 100 kg    | Andreea Penciu · Roménia          | 88 kg     | Angelica Roos · Suécia           | 85 kg     |
| Arremesso | Rebeka Koha\| · Letônia           | 120 kg    | Angelica Roos · Suécia            | 106 kg    | Maria Luana Grigoriu · Roménia   | 104 kg    |
| Total     | Rebeka Koha · Letônia             | 220 kg    | Angelica Roos · Suécia            | 191 kg    | Andreea Penciu · Roménia         | 190 kg    |
| até 63 kg |                                   |           |                                   |           |                                  |           |
| Arranque  | Loredana Toma · Roménia           | 105 kg    | Irina Lepșa · Roménia             | 97 kg     | Irene Martínez · Espanha         | 94 kg     |
| Arremesso | Loredana Toma · Roménia           | 131 kg    | Irina Lepșa · Roménia             | 122 kg    | Anni Vuohijoki\| Predefinição:IN | 112 kg    |
| Total     | Loredana Toma · Roménia           | 236 kg    | Irina Lepșa · Roménia             | 219 kg    | Anni Vuohijoki · Finlândia       | 203 kg    |
| até 69 kg |                                   |           |                                   |           |                                  |           |
| Arranque  | Giorgia Bordignon · Itália        | 102 kg    | Patricia Strenius · Suécia        | 99 kg     | Patrycja Piechowiak · Polónia    | 98 kg     |
| Arremesso | Patricia Strenius · Suécia        | 131 kg    | Giorgia Bordignon · Itália        | 122 kg    | Tatia Lortkipanidze · Geórgia    | 121 kg    |
| Total     | Patricia Strenius · Suécia        | 230 kg    | Giorgia Bordignon · Itália        | 224 kg    | Patrycja Piechowiak · Polónia    | 215 kg    |
| até 75 kg |                                   |           |                                   |           |                                  |           |
| Arranque  | Lydia Valentín · Espanha          | 115 kg    | Gaëlle Nayo-Ketchanke · França    | 103 kg    | Małgorzata Wiejak · Polónia      | 101 kg    |
| Arremesso | Lydia Valentín · Espanha          | 135 kg    | Gaëlle Nayo-Ketchanke · França    | 131 kg    | Meri Ilmarinen · Finlândia       | 123 kg    |
| Total     | Lydia Valentín · Espanha          | 250 kg    | Gaëlle Nayo-Ketchanke · França    | 234 kg    | Meri Ilmarinen · Finlândia       | 223 kg    |
| até 90 kg |                                   |           |                                   |           |                                  |           |
| Arranque  | Anastasiia Hotfrid · Geórgia      | 124 kg    | Anna Van Bellinghen · Bélgica     | 102 kg    | Sarah Fischer · Áustria          | 101 kg    |
| Arremesso | Anastasiia Hotfrid · Geórgia      | 132 kg    | Kinga Kaczmarczyk · Polónia       | 129 kg    | Sarah Fischer · Áustria          | 125 kg    |
| Total     | Anastasiia Hotfrid · Geórgia      | 256 kg    | Sarah Fischer · Áustria           | 226 kg    | Kinga Kaczmarczyk · Polónia      | 225 kg    |
| + 90 kg   |                                   |           |                                   |           |                                  |           |
| Arranque  | Krisztina Magát · Hungria         | 104 kg    | Aleksandra Mierzejewska · Polónia | 103 kg    | Andreea Aanei · Roménia          | 102 kg    |
| Arremesso | Aleksandra Mierzejewska · Polónia | 134 kg    | Krisztina Magát · Hungria         | 132 kg    | Andreea Aanei · Roménia          | 120 kg    |
| Total     | Aleksandra Mierzejewska · Polónia | 237 kg    | Krisztina Magát · Hungria         | 236 kg    | Andreea Aanei · Roménia          | 222 kg    |

## Quadro de medalhas
Quadro de medalhas no total combinado
| Ordem | País      | Medalha de ouro | Medalha de prata | Medalha de bronze | Total |
| ----- | --------- | --------------- | ---------------- | ----------------- | ----- |
| 1     | Geórgia   | 4               | 0                | 0                 | 4     |
| 2     | Roménia   | 3               | 2                | 4                 | 9     |
| 3     | Polónia   | 3               | 2                | 2                 | 7     |
| 4     | Espanha   | 2               | 0                | 2                 | 4     |
| 5     | Alemanha  | 1               | 1                | 0                 | 2     |
| 5     | Suécia    | 1               | 1                | 0                 | 2     |
| 7     | Letônia   | 1               | 0                | 1                 | 2     |
| 8     | Albânia   | 1               | 0                | 0                 | 1     |
| 9     | Itália    | 0               | 3                | 1                 | 4     |
| 10    | Bulgária  | 0               | 2                | 1                 | 3     |
| 10    | França    | 0               | 2                | 1                 | 3     |
| 12    | Áustria   | 0               | 1                | 1                 | 2     |
| 12    | Hungria   | 0               | 1                | 1                 | 2     |
| 14    | Chéquia   | 0               | 1                | 1                 | 1     |
| 15    | Finlândia | 0               | 0                | 2                 | 2     |
| Total | Total     | 16              | 16               | 16                | 48    |

## Países participantes
208 halterofilistas de 30 países participaram do campeonato.
| - Albânia (5) - Áustria (4) - Bélgica (3) - Bulgária (11) - Croácia (12) - Chéquia (11) - Dinamarca (14) - Finlândia (12) | - França (4) - Geórgia (10) - Alemanha (4) - Grã-Bretanha (6) - Grécia (3) - Hungria (5) - Islândia (2) - Irlanda (3) | - Israel (11) - Itália (8) - Kosovo (2) - Letônia (3) - Lituânia (6) - Noruega (7) - Polónia (14) - Roménia (16) | - San Marino (1) - Sérvia (3) - Eslováquia (9) - Espanha (9) - Suécia (6) - Suíça (4) |